# Emory (cràter)
Emory és un petit cràter d'impacte lunar situat a la vall Taurus-Littrow. Els astronautes Eugene Cernan i Harrison Schmitt van allunar a uns 3 km al nord del cràter, però no va ser directament visitat amb rover durant la missió Apollo 17 el 1972.

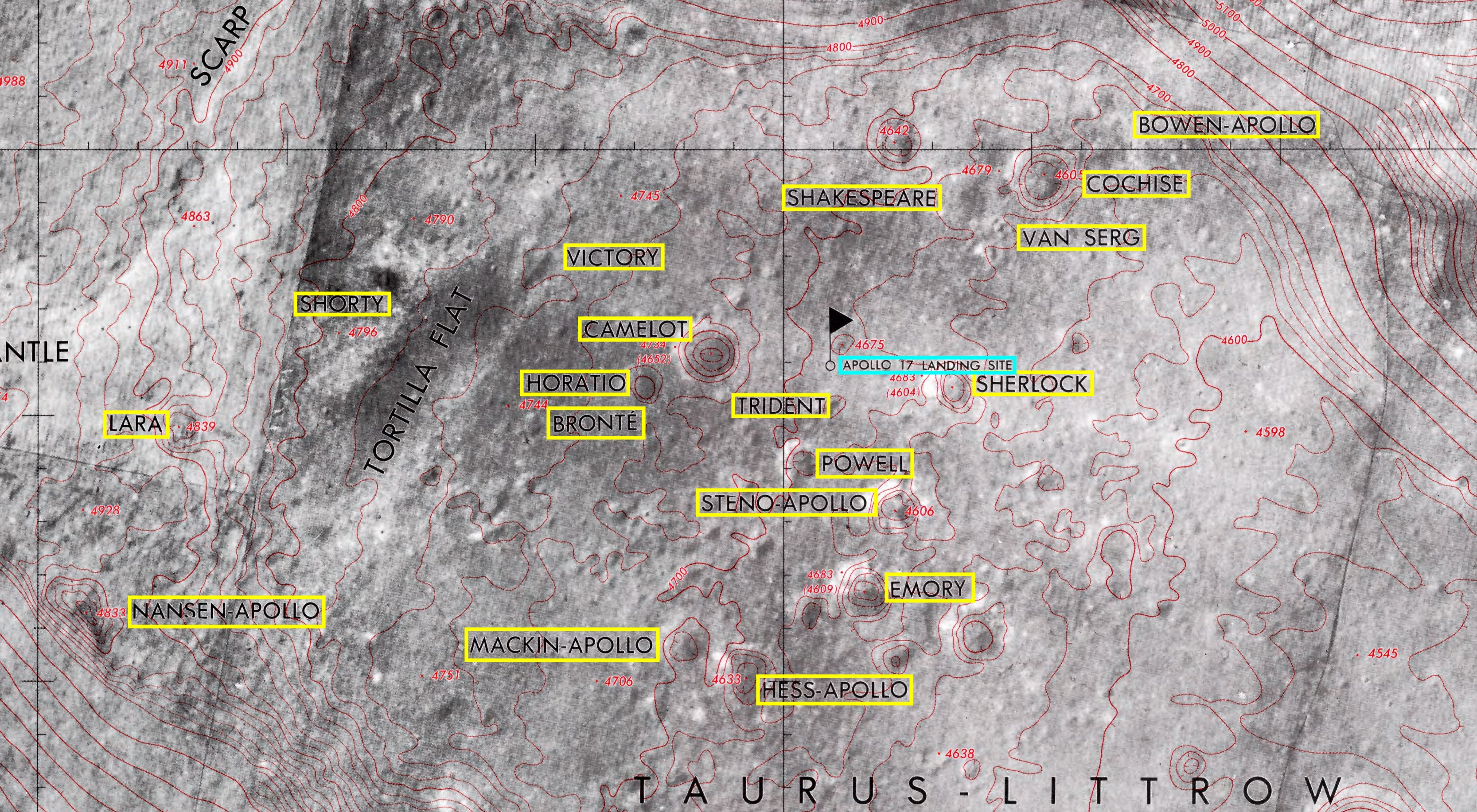
Localització d'Emory, per sota del centre de la imatge (Lunar Topophotomap 43D1S1)
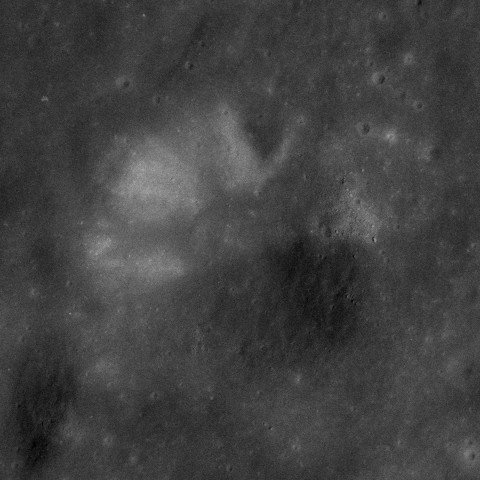
Vista panoràmica des de l'Apollo 17

Emory es troba al sud del cràter Steno-Apollo i de l'Estació Geològica 1. Al sud-oest apareixen els cràters Mackin i Hess-Apollo.

## Denominació
El cràter va ser nomenat pels astronautes en referència a l'explorador i topògraf William Hemsley Emory. La denominació té el seu origen en els topònims utilitzats al full a escala 1/50.000 del Lunar Topophotomap amb la referència 43D1S1 Apollo 17 Landing Area.